# Belvoir (Leicestershire)
Pour les articles homonymes, voir Belvoir (homonymie).
Belvoir est une paroisse civile et un village du Leicestershire, en Angleterre.